# Listă de filme britanice din 1960
Aceasta este o listă de filme britanice din 1960:

## Lista
| Titlu                                     | Regizor                     | Distribuție                                                 | Gen                | Note |
| ----------------------------------------- | --------------------------- | ----------------------------------------------------------- | ------------------ | --- |
| And the Same to You                       | George Pollock              | Brian Rix, William Hartnell                                 | Comedie            | |
| The Angry Silence                         | Guy Green                   | Richard Attenborough                                        | Drama              | A câștigat premiul BAFTA, a participat la a 10-a ediție a Festivalului Internațional de Film de la Berlin |
| Beat Girl                                 | Edmond T. Gréville          | David Farrar, Noëlle Adam, Christopher Lee                  | Drama              | |
| Bluebeard's Ten Honeymoons                | W. Lee Wilder               | George Sanders, Corinne Calvet                              | Thriller           | |
| Bottoms Up                                | Mario Zampi                 | Jimmy Edwards, Arthur Howard                                | Comedie            | |
| The Boy Who Stole a Million               | Charles Crichton            | Harold Kasket, George Coulouris                             | Comedie            | |
| Miresele lui Dracula                      | Terence Fisher              | Peter Cushing, Martita Hunt                                 | Groază             | |
| The Bulldog Breed                         | Robert Asher                | Norman Wisdom, Ian Hunter                                   | Comedie            | |
| Carry On Constable                        | Gerald Thomas               | Sid James, Kenneth Williams                                 | Comedie            | |
| The Challenge                             | John Gilling                | Jayne Mansfield, Anthony Quayle                             | Polițist           | |
| A Circle of Deception                     | Jack Lee                    | Bradford Dillman, Suzy Parker                               | Război             | |
| Circus of Horrors                         | Sidney Hayers               | Anton Diffring, Erika Remberg                               | Groază             | |
| The City of the Dead                      | John Llewellyn Moxey        | Venetia Stevenson, Christopher Lee                          | Groază             | |
| Cone of Silence                           | Charles Frend               | Bernard Lee, Michael Craig, Peter Cushing                   | Drama              | |
| Conspiracy of Hearts                      | Ralph Thomas                | Lilli Palmer, Sylvia Syms                                   | Drama              | |
| The Criminal                              | Joseph Losey                | Stanley Baker, Sam Wanamaker, Jill Bennett                  | Crime/drama        | |
| Crossroads to Crime                       | Gerry Anderson              | Anthony Oliver, Ferdy Mayne                                 | Crime/thriller     | |
| The Day They Robbed the Bank of England   | John Guillermin             | Aldo Ray, Elizabeth Sellars                                 | Crime              | |
| Dead Lucky                                | Montgomery Tully            | Vincent Ball, Betty McDowall                                | Crime              | |
| Dentist in the Chair                      | Don Chaffey                 | Bob Monkhouse, Ronnie Stevens                               | Comedy             | |
| Depth Charge                              | Jeremy Summers              | Alex McCrindle, David Orr                                   | Drama              | |
| Doctor in Love                            | Ralph Thomas                | Michael Craig, James Robertson Justice                      | Comedy             | |
| The Entertainer                           | Tony Richardson             | Laurence Olivier, Roger Livesey, Joan Plowright, Alan Bates | Drama              | John Osborne's adaption of his play                                                                       |
| Escort for Hire                           | Godfrey Grayson             | June Thorburn, Pete Murray                                  | Crime              | |
| Faces in the Dark                         | David Eady                  | John Gregson, Mai Zetterling, John Ireland                  | Crime drama        | |
| Feet of Clay                              | Frank Marshall              | Vincent Ball, Wendy Williams                                | Crime              | |
| The Flesh and the Fiends                  | John Gilling                | Peter Cushing, Donald Pleasence                             | Horror             | |
| Follow That Horse!                        | Alan Bromly                 | David Tomlinson, Cecil Parker                               | Comedy             | |
| Foxhole in Cairo                          | John Llewellyn Moxey        | James Robertson Justice, Adrian Hoven                       | War                | |
| A French Mistress                         | Roy Boulting                | Cecil Parker, James Robertson Justice                       | Comedy             | |
| The Full Treatment                        | Val Guest                   | Claude Dauphin, Diane Cilento                               | Drama              | Based on the novel published in 1959                                                                      |
| The Gentle Trap                           | Charles Saunders            | John Dunbar, Spencer Teakle                                 | Crime              | [ 1 ] |
| The Hand                                  | Henry Cass                  | Derek Bond, Reed De Rouen                                   | Horror             | |
| Hand in Hand                              | Philip Leacock              | Kathleen Byron, Finlay Currie                               | Family             | |
| The Hands of Orlac                        | Edmond T. Gréville          | Mel Ferrer, Christopher Lee                                 | Thriller           | |
| Hell Is a City                            | Val Guest                   | Stanley Baker, Donald Pleasence, Billie Whitelaw            | Crime drama        | |
| His and Hers                              | Brian Desmond Hurst         | Terry-Thomas, Janette Scott                                 | Comedy             | |
| The House in Marsh Road                   | Montgomery Tully            | Tony Wright, Patricia Dainton                               | Thriller           | |
| Identity Unknown                          | Frank Marshall              | Richard Wyler, Pauline Yates                                | Drama              | |
| In the Nick                               | Ken Hughes                  | Anthony Newley, Anne Aubrey                                 | Comedy             | |
| Inn for Trouble                           | C.M. Pennington-Richards    | Peggy Mount, Leslie Phillips                                | Comedy             | Spin-off from The Larkins                                                                                 |
| Jackpot                                   | Montgomery Tully            | William Hartnell, Betty McDowall                            | Crime              | |
| Jazz Boat                                 | Ken Hughes                  | Anthony Newley, Anne Aubrey                                 | Musical/comedy     | |
| Kidnapped                                 | Robert Stevenson            | Peter Finch, James MacArthur, Bernard Lee                   | Adventure          | |
| The League of Gentlemen                   | Basil Dearden               | Jack Hawkins, Nigel Patrick                                 | Crime              | |
| Let's Get Married                         | Peter Graham Scott          | Anthony Newley, Anne Aubrey                                 | Comedy/drama       | |
| Life Is a Circus                          | Val Guest                   | Bud Flanagan, Teddy Knox                                    | Comedy             | |
| Light Up the Sky!                         | Lewis Gilbert               | Ian Carmichael, Benny Hill                                  | Comedy             | |
| Linda                                     | Don Sharp                   | Carol White, Alan Rothwell                                  | Teen Drama         | |
| Make Mine Mink                            | Robert Asher                | Terry-Thomas, Athene Seyler, Hattie Jacques                 | Comedy             | |
| Man in the Moon                           | Basil Dearden               | Kenneth More, Shirley Anne Field                            | Comedy             | |
| Man Who Couldn't Walk                     | Henry Cass                  | Eric Pohlmann, Peter Reynolds                               | Drama              | [ 2 ] |
| The Man Who Was Nobody                    | Montgomery Tully            | Hazel Court, John Crawford                                  | Thriller           | [ 3 ] |
| The Millionairess                         | Anthony Asquith             | Sophia Loren, Peter Sellers                                 | Comedy             | |
| Never Let Go                              | John Guillermin             | Peter Sellers, Richard Todd, Elizabeth Sellars              | Crime drama        | |
| Never Take Sweets from a Stranger         | Cyril Frankel               | Patrick Allen, Gwen Watford, Felix Aylmer                   | Drama              | |
| Night Train for Inverness                 | Ernest Morris               | Norman Wooland, Jane Hylton, Dennis Waterman                | Drama              | |
| No Kidding                                | Gerald Thomas               | Leslie Phillips, Geraldine McEwan                           | Comedy             | |
| Once More, with Feeling!                  | Stanley Donen               | Yul Brynner, Kay Kendall                                    | Comedy             | |
| Operation Cupid                           | Charles Saunders            | Charles Farrell, Avice Landone                              | Comedy             | |
| Oscar Wilde                               | Gregory Ratoff              | Robert Morley, Ralph Richardson, John Neville               | Biopic             | |
| Peeping Tom                               | Michael Powell              | Carl Boehm, Anna Massey                                     | Thriller           | Number 78 in the list of BFI Top 100 British films                                                        |
| Piccadilly Third Stop                     | Wolf Rilla                  | Terence Morgan, Yoko Tani                                   | Thriller           | |
| The Pure Hell of St Trinian's             | Frank Launder               | Cecil Parker, Joyce Grenfell, George Cole, Thorley Walters  | Comedy             | |
| The Running Jumping & Standing Still Film | Richard Lester              | Peter Sellers, Spike Milligan                               | Comedy             | Short film                                                                                                |
| Sands of the Desert                       | John Paddy Carstairs        | Charlie Drake, Peter Arne                                   | Comedy             | |
| Saturday Night and Sunday Morning         | Karel Reisz                 | Albert Finney, Shirley Anne Field, Rachel Roberts           | Drama              | Number 14 in the list of BFI Top 100 British films                                                        |
| The Savage Innocents                      | Nicholas Ray                | Anthony Quinn, Peter O'Toole                                | Drama              | |
| School for Scoundrels                     | Robert Hamer                | Ian Carmichael, Terry-Thomas                                | Comedy             | |
| Sink the Bismarck!                        | Lewis Gilbert               | Kenneth More, Carl Möhner, Dana Wynter                      | World War II drama | |
| Sons and Lovers                           | Jack Cardiff                | Trevor Howard, Dean Stockwell                               | Drama              | |
| The Spider's Web                          | Godfrey Grayson             | Glynis Johns, John Justin                                   | Mystery            | |
| The Stranglers of Bombay                  | Terence Fisher              | Guy Rolfe, Jan Holden                                       | Action             | |
| The Sundowners                            | Fred Zinnemann              | Deborah Kerr, Robert Mitchum, Peter Ustinov                 | Drama              | |
| Suspect                                   | John Boulting, Roy Boulting | Tony Britton, Virginia Maskell                              | Thriller           | |
| Sword of Sherwood Forest                  | Terence Fisher              | Richard Greene, Sarah Branch, Peter Cushing                 | Adventure          | |
| Tarzan the Magnificent                    | Robert Day                  | Gordon Scott, Jock Mahoney                                  | Adventure          | |
| The Tell-Tale Heart                       | Ernest Morris               | Laurence Payne, Adrienne Corri                              | Horror             | |
| A Terrible Beauty                         | Tay Garnett                 | Robert Mitchum, Richard Harris                              | War                | |
| There Was a Crooked Man                   | Stuart Burge                | Norman Wisdom, Alfred Marks                                 | Comedy             | |
| Too Hot to Handle                         | Terence Young               | Jayne Mansfield, Leo Genn                                   | Thriller           | |
| Too Young to Love                         | Muriel Box                  | Pauline Hahn, Joan Miller                                   | Drama              | |
| Transatlantic                             | Ernest Morris               | Pete Murray, June Thorburn                                  | Crime              | |
| The Trials of Oscar Wilde                 | Irving Allen                | Peter Finch, Lionel Jeffries, John Fraser                   | Biopic             | Entered into the 2nd Moscow International Film Festival                                                   |
| Trouble with Eve                          | Francis Searle              | Hy Hazell, Robert Urquhart                                  | Crime              | |
| Tunes of Glory                            | Ronald Neame                | Alec Guinness, John Mills, Dennis Price                     | Drama              | |
| The Two Faces of Dr. Jekyll               | Terence Fisher              | Paul Massie, Dawn Addams                                    | Horror             | |
| Two-Way Stretch                           | Robert Day                  | Peter Sellers, Wilfrid Hyde-White, Lionel Jeffries          | Comedy             | |
| Urge to Kill                              | Vernon Sewell               | Patrick Barr, Ruth Dunning                                  | Crime              | |
| Village of the Damned                     | Wolf Rilla                  | George Sanders, Barbara Shelley, Michael Gwynn              | Sci-fi             | |
| Watch Your Stern                          | Gerald Thomas               | Kenneth Connor, Eric Barker                                 | Comedy             | |
| The World of Suzie Wong                   | Richard Quine               | William Holden, Nancy Kwan                                  | Romance            | |
| The Young Jacobites                       | John Reeve                  | Francesca Annis, Jeremy Bulloch                             | Adventure          | [ 4 ] |